# Chantal Kelly
Chantal Kelly, rodným jménem Chantal Bassignani (* 8. dubna 1950 Marseille), je francouzská zpěvačka.

## Život a kariéra
Odmala chtěla pracovat v showbyznysu. Brala hodiny zpěvu u své matky Cris Carolové, která posílala nahrávky jejích hlasových cvičení nahrávací společnosti Philips. Kariéru zahájila v roce 1965, když pod pseudonymem Chantal Kelly nahrála u Philips první singl s písněmi Caribou, Je sais bien, Ne perds pas ton temps a Je n'ai que quinze ans. Písně napsala a složila její matka pod vedením Clauda Bollinga. S prvními dvěma písněmi zabodovala.
V roce 1966 nahrála druhý singl s písněmi Notre prof' d'anglais, Rien qu'une guitare, Le Château de sable, Je n'ai jamais vraiment pleuré, přičemž poslední jmenovanou napsal Joe Dassin. V témže roce natočila třetí album s písněmi Toi mon magicien od Gérarda Manseta, Mon ami, mon chien a Arrête le temps od Jeana-Jacquese Debouta. Některým jejím písním se dařilo i v Japonsku.
Zúčastnila se několika turné s Michelem Delpechem, Jacquesem Dutroncem a Johnnym Hallydayem. Ve stejné době ji oslovila hračkářská společnost Bella, aby se objevila v několika reklamách na její panenky. V roce 1968 vydala dva singly produkované Marcelem Mouloudjim, La chanson du coucou a Fragola, v nichž zpívala o Korsice, kde s rodinou vyrůstala. Po pěti albech a jednom celovečerním albu Chantal Kelly opustila hudební branži s tím, že chce psát vlastní texty a přejít ke stylu, který více odpovídá jejímu věku a době.
Ke zpěvu se ještě krátce vrátila v roce 1981, když pod jménem Chantal Bassi vydala album a singl v duchu nové vlny. Posléze psala písně pro jiné zpěváky, a příběhy pro děti.

## Diskografie

### Alba
- 1966 – Interdit aux moins de 18 ans (Philips)
- 1981 – Le vamp (CBS)

### EP
- 1966 – Caribou
- 1966 – Notre prof d'anglais
- 1966 – Interdit aux moins de 18 ans
- 1967 – La fille aux pieds nus
- 1967 – C'est toujours la même chanson

### Singly
- 1966 – Caribou / Ne perds pas ton temps
- 1966 – Le château de sable / Rien qu'une guitare
- 1966 – Notre prof d'anglais / Je n'ai jamais vraiment pleuré
- 1967 – C'est toujours la même chanson / J'écoute cet air-là
- 1968 – La chanson du coucou / Bioulou, Bioulou
- 1969 – Fragola / Le vieux pin
- 1981 – À peine inhumaine / Serviteur